# علم جمهورية كازاخستان الاشتراكية السوفيتية
علم جمهورية كازاخستان السوفيتية هو مبني على أساس علم جمهورية مولدوفا السوفيتية الاجتماعية السابقة واستعمل منذ عام 2000.
استعمل بعد انهيار الإتحاد السوفيتي عام 1991 عندما استقلت جمهورية كازاخستان، حينها رفضت المنطقة رفع العلم المولدافي واستمرت برفع العلم السوفياتي حتى استعمل العلم الحالي.